# トミー・リー・ウォーレス
トミー・リー・ウォーレス（Tommy Lee Wallace、1949年9月6日-）は、アメリカ合衆国の映画監督。ケンタッキー州出身。

## 略歴
南カリフォルニア大学映画芸術学部に学び、映画界入り後は10年間にわたり美術、編集、音響効果の編集など様々な仕事を経験。
ジョン・カーペンターの元でキャリアを積み、『ジョン・カーペンターの 要塞警察』には美術監督、『ハロウィン』には編集で参加している。1982年、カーペンターが製作した『ハロウィンIII』で監督デビューを果たす（脚本も執筆）。
『マックス・ヘッドルーム』や『新トワイライト・ゾーン』など人気テレビ・シリーズで監督を務めた後、ヴァンパイア・ホラーのヒット作『フライトナイト』の続編『フライトナイト2/バンパイヤの逆襲』を監督。その後はテレビ、映画の双方でメガホンを取っている。

## 監督作品
- ハロウィンIII Halloween III: Season Of The Witch (1982)
- フライトナイト2/バンパイヤの逆襲 Fright Night II (1988)
- アロハ・サマー Aloha Summer (1988)
- IT ‘'IT (1990)
- メジャーリーグをぶっ飛ばせ！(日本未公開) The Comrades Of Summer (1992)
- インターセクション(日本未公開) Inter Section (1994)
- ヴァンパイア/黒の十字架(日本未公開) Vampires: Los Muertos (2002)